# 하비 월뱅어

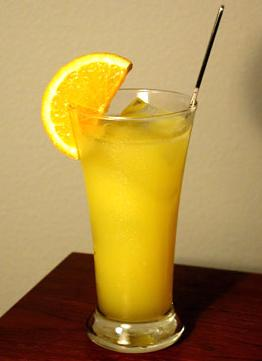

하비 월뱅어(Harvey Wallbanger)는 보드카, 갈리아노, 오렌지 주스를 섞어 만든 음료이다. 이는 스크루드라이버의 변형으로 1970년대 미국에서 매우 인기가 있었다.

## 역사
하비 월뱅어는 갈리아노의 판매를 촉진하기 위한 수단으로 갈리아노의 수입업체인 맥케슨 수입 회사(McKesson Imports Company)의 마케팅 캠페인으로 1969년에 만들어졌다. 이 캠페인은 맥케슨의 마케팅 이사인 조지 베드나(George Bednar)가 이끌었고 뉴욕 리마에 있는 그래픽 아티스트 윌리엄 J. "빌" 영(William J. "Bill" Young)에게 만화 캐릭터를 의뢰했다. 하비 월뱅어 캐릭터는 서퍼였으며 캠페인 기간 동안 다양한 광고에 등장했으며 1969년 초에 인쇄물에 언급되어 1970년대까지 계속되었다.
칵테일 자체는 코네티컷주 하트퍼드 출신의 3회 세계 챔피언 믹솔로지스트 도나토 "듀크" 안톤(Donato "Duke" Antone)이 만든 것으로 알려져 있다. 그는 그곳에서 바텐딩 학교인 바텐딩 믹솔로지 학교(Bartending School of Mixology)를 운영하고 칵테일 컨설턴트로 일했다. 안톤이 갈리아노를 위한 음료를 디자인했는지(성분을 광고하기 위해), 아니면 이전 버전이 듀크스 스크루드라이버(Duke's Screwdriver)라고 불렸다고 주장한 그의 손자가 제안한 대로 기존 음료의 이름을 바꿨는지 확실하지 않다. 기원에 대한 믿을 수 없는 이야기는 이것이 1952년 안톤에 의해 발명되었고 로스앤젤레스의 선셋 스트립(Sunset Strip)에 있는 안톤스 블랙워치 바(Antone's Blackwatch Bar)를 자주 방문하는 서퍼의 이름을 따서 명명되었다는 것이다. 당시 안톤은 하트퍼드에서 바텐더 학교를 운영하고 있었고 당시 로스앤젤레스에는 "블랙워치 바"(Blackwatch Bar)에 대한 증거가 없었기 때문에 이는 조작일 가능성이 높다. 주류 작가 로버트 사이먼슨(Robert Simonson)은 "제정신인 사람은 그 이야기를 믿지 않았다"고까지 말했다.
칵테일 역사가 데이비드 원드리치(David Wondrich)는 하비 월뱅어가 컨설턴트가 만든 최초의 성공적인 칵테일이라고 생각한다.
영스 하비(Young's Harvey)가 성공을 거두면서 안톤의 단순하고 심지어 멍청한 음료는 컨설턴트가 만든 최초의 음료가 되어 실제로 전국을 휩쓸었다.

안톤은 보드카를 데킬라로 바꾸는 프레디 퍼드퍼커(Freddy Fudpucker)로도 알려져 있지만 그다지 인기가 없었다.